# René-Armand Peltereau-Villeneuve
René-Armand Peltereau-Villeneuve (17 novembre 1806, Château-Renault - 9 août 1881, Donjeux), est un homme politique français.

## Biographie
René-Armand Peltereau-Villeneuve naît de René Michel Peltereau-Villeneuve, surnuméraire dans les Domaines, et de Marie Louise Eulalie Gardien (nièce de Jean-François Martin Gardien).
Nommé juge-auditeur à Reims en 1829, substitut à Châlons en 1830, puis procureur du roi au même tribunal en 1838, il donna sa démission en 1838, et vint habiter la Haute-Marne où il s'était marié avec la fille d'un maître de forges.
Élu, comme candidat indépendant, député du 4e collège de la Haute-Marne, le 9 juillet 1842, et réélu, le 1er août 1846, il se rallia à la politique du parti conservateur et vota l'indemnité Pritchard.
Maître de forges à Donjeux depuis 1839, membre, pour le canton de Joinville, du conseil général (1844), qu'il présida en 1846 et en 1847, et où il siégea jusqu'en 1871.
Il fut réélu, en 1871, représentant de la Haute-Marne à l'Assemblée nationale. Il prit place au centre droit, se fit inscrire à la réunion des Réservoirs, fut membre de la commission des grâces, trois fois de celle du budget, rapporteur du budget de l'Algérie, membre de la commission de l'abrogation des lois d'exil, et, en cette qualité, demanda la validation de l'élection des princes d'Orléans.
Il vota pour la paix, pour l'abrogation des lois d'exil, pour la pétition des évêques, contre le service de 3 ans, pour la démission de Thiers, se rallia au septennat, après la lettre du « comte de Chambord » du 27 octobre 1874, et se prononça ensuite pour le ministère de Broglie, contre l'amendement Wallon, contre les lois constitutionnelles.

## Distinction
- Chevalier de la Légion d'honneur (13 août 1863)[1]

## Sources
1. ↑  « Recherche - Base de données Léonore », sur www.leonore.archives-nationales.culture.gouv.fr (consulté le 4 mars 2023)

- « René-Armand Peltereau-Villeneuve », dans Adolphe Robert et Gaston Cougny, Dictionnaire des parlementaires français, Edgar Bourloton, 1889-1891 [détail de l’édition]